# Niall Glúndub
Niall Glúndub mac Áedo (... – ottobre 919) è stato un sovrano dei Cenél nEógain e re supremo d'Irlanda.
Mentre molti gruppi di re irlandesi sono membri degli Uí Néill e si fanno risalire a Niall Noígallach, gli O'Neill prendono invece il loro nome da Niall Glúndub.
Figlio di Aed Finliath, Niall sarebbe successo al fratello Domnall mac Áeda come re di Aileach  nel 911. Nelle guerre per estendere il suo potere sui regni vicini, egli sconfisse i sovrani dei Dál nAraidi e degli Ulaid nelle battaglie di Glarryford (nell'odierna contea di Antrim) e di Ballymena prima di essere sconfitto dal re supremo Flann Sinna mac Maíl Sechnaill del clan Cholmáin nella battaglia di Crossakeel (vicino all'odierno Meath). Ma dopo la morte di Flann (914), Niall gli succedette come sovrano supremo.
Negli anni successivi le forze di Niall si opposero all'invasione dei vichinghi, affrontandole in una grande battaglia nell'estate del 917, che ebbe però un esito inconcludente. Con l'aiuto dei clan di Leth Cuinn (metà settentrionale d'Irlanda), alla fine gli Uí Néill riconobbero le loro pretese al trono. Nonostante i continui attacchi contro di loro, i vichinghi riuscirono a occupare con vari insediamenti l'area di Dublino e diversi porti sulla costa orientale. Continuando a fare guerra contro i vichinghi, Niall avanzò nel Leinster, aiutato dai clan Uí Néill, dagli Airgialla e dagli Ulaid. Tuttavia, le sue forze furono decimate dagli invasori di Sitric il Cieco nella battaglia di Kilmashoge (nei pressi di Rothfarham), in cui Niall e molti altri capi clan furono uccisi. Come re supremo gli succedette Donnchad Donn mac Flainn, figlio di Flann Sinna, e come re di Ailech il figlio Muirchertach mac Néill.